# Malignidad

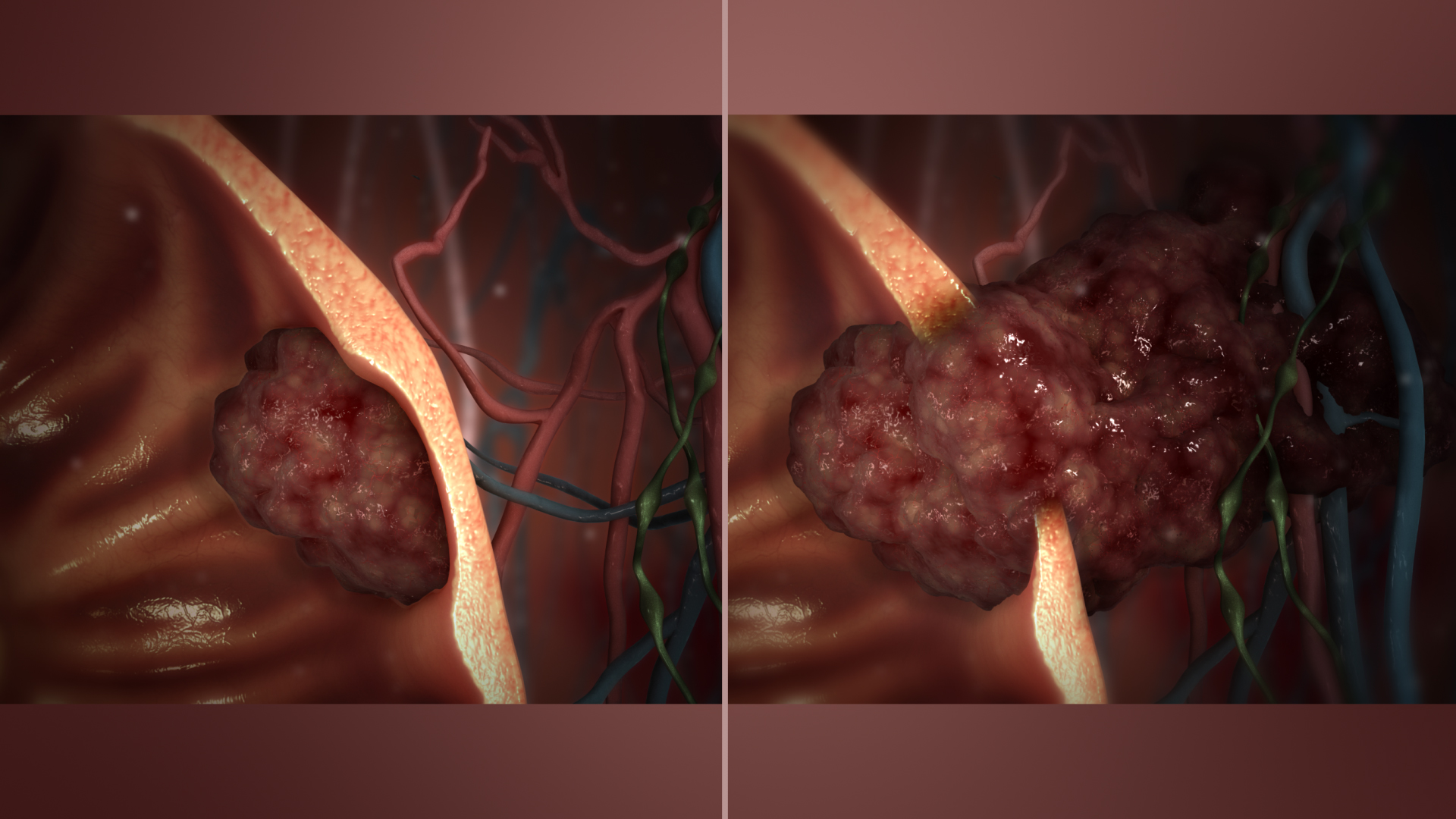
El tumor maligno (derecha) se propaga de forma incontrolable e invade los tejidos circundantes, a diferencia del tumor benigno (izquierda), que permanece autocontenido del tejido vecino.

Malignidad (del latín male, mal y gnus, nacido) es la tendencia de una condición médica a empeorar progresivamente. 
La malignidad es un concepto más familiar como una caracterización del cáncer. Un tumor maligno contrasta con un tumor benigno no canceroso en que un tumor maligno no se autolimita en su crecimiento, es capaz de invadir tejidos adyacentes y puede propagarse a tejidos distantes. Un tumor benigno no tiene ninguna de esas propiedades. 
La malignidad en los cánceres se caracteriza por anaplasia, invasividad y metástasis. Los tumores malignos también se caracterizan por la inestabilidad del genoma, por lo que los cánceres, según se evalúa mediante la secuenciación del genoma completo, con frecuencia tienen entre 10.000 y 100.000 mutaciones en sus genomas completos. Los cánceres suelen mostrar heterogeneidad tumoral, que contiene múltiples subclones. Con frecuencia, también tienen una expresión reducida de las enzimas reparadoras del ADN debido a la metilación epigenética de los genes reparadores del ADN o micro ARN alterados que controlan la expresión de los genes reparadores del ADN. 

### Usos
El concepto "maligno" en oncología
- La neoplasia maligna y el tumor maligno son sinónimos de cáncer
- Ascitis maligna
- Transformación maligna

Trastornos no oncológicos denominados "malignos": 
- Hipertensión maligna
- Hipertermia maligna
- Otitis externa maligna
- Paludismo terciario maligno (malaria causada específicamente por Plasmodium falciparum )
- Síndrome neuroléptico maligno